# Ящірка Даля
Ящірка Даля (Darevskia dahli) — представник роду скельних ящірок родини Справжні ящірки.

## Опис
Довжина тулуба сягає 6,4 см, хвіст у 2 рази довший. Голова помітно стиснута. Міжщелепний щиток завжди відділений від лобоносового. Верхньовійні щитки відокремлені від надочноямкових рядком з 14-20 зернят. Перший верхньоскронний щиток довгий, помітно звужується і тупо обрізаний позаду. За ним в одному ряду розташовано 2-5 порівняно дрібних задньоскронних щитків. Між центральноскронним та великим барабанним щитками у найбільш вузькому місці в одному рядку є 2-3 збільшених щитка. Комір не зазубрений. По середній лінії горла до коміра 23-30 лусочок. Луска тулуба гладенька, з боків трохи більше за спинну. Навколо середини тулуба 47-54 лусочки. Черевні щитки межують по краях тіла з 2 тулубними лусочками, з яких задні сильно збільшені. Попереду великого анального щитка симетрично розташовано завжди 2 збільшених преанальних. Луска, що вкриває гомілку, зверху слабкоребріста, не перевищує за розміром спинну. Навколо її середини в одному ряду 15-20 лусок. Рядки стегнових пір у кількості 14-20 досягають колінних згинів.
Верхня бік тулуба коричнево-бежевого, буро-коричневого або блідо-вохряного кольору. Зелені кольори відсутні. Уздовж хребта розташовуються витягнуті поперек неправильної форми дрібні темно-бурі цяточки, які утворюють суцільну смугу. Коричнево-бурі бічні смуги складаються з більш-менш виражених, зазвичай не цілком замкнутих темних кружків з білуватими, а на рівні передніх лап — блакитними колами. Черево має зеленувато-жовте забарвлення. Горло і низ голови матово-білі. На краях зовнішніх черевних щитків проступають блакитні плями. Голова зверху у дрібних бурих цяточках.

## Спосіб життя
Полюбляє сухі схили ущелин та скельні місцини на висотах від 900 до 1700 м, у зоні лісу місцями проникаючи також на кам'янисті ділянки гірського степу. Часто селиться серед порослих лісом руїн, складених з каменів парканах і стінах будинків. Після зимівлі з'являється на початку — у середині квітня. Харчується комахами та їх личинками, павуками, мокрицями і дощовими хробаками.
Це яйцекладні ящірки. Розмножується партеногенетично, без участі самців, які практично відсутні. Відкладається 2-5 яєць (частіше 4) середнім розміром 7х12 мм наприкінці червня — у середині липня. Буває декілька кладок за сезон. Молоді ящірки довжиною 24-27 мм (без хвоста) з'являються у середині серпня — наприкінці вересня.

## Поширення
Мешкає у північній Вірменії та південній Грузії.